# Gerolamo Miolo
Œuvres principales
- Historia breve et vera de gl’affari de i valdesi delle Valli,publié par J. Jalla, in Bulletin de la Société d’histoire vaudoise, XVII (1899)

Gerolamo Miolo, nommé Girolamo Miolo par certains auteurs, né à Pignerol entre 1530 et 1535, et mort à Angrogne en 1593 est un pasteur réformé ainsi que le premier historien des Vaudois.